# Bokmål

Karte der offiziellen Standardschriftsprache in den norwegischen Kommunen
Bokmål
Nynorsk
neutral

Bokmål (deutsch „Buchsprache“) ist eine der beiden offiziellen Standardvarietäten des Norwegischen. Es ist durch staatliche Reformen des in Norwegen lange Zeit als Verwaltungssprache benutzten Dänischen entstanden.
Bokmål wurde vor 1929 Riksmål („Reichssprache“) genannt. Aufgrund der gemeinsamen kulturellen Geschichte Dänemark-Norwegens und seines starken Rückhalts gerade in den großen Städten basiert das Bokmål sowohl auf dem Dänischen als auch auf gewissen urbanen Mundarten, insbesondere der südostnorwegischen von Oslo.
Das Bokmål ist diejenige der offiziellen Varietäten des heutigen Norwegisch, die von den meisten Norwegern (die Schätzungen schwanken zwischen 85 und 90 Prozent) geschrieben wird. Die andere Varietät, die statt auf dem Dänischen auf den ländlichen Dialekten Norwegens basiert, ist das Nynorsk („Neunorwegisch“), das von dem Sprachwissenschaftler Ivar Aasen Mitte des 19. Jahrhunderts entwickelt wurde. Er unternahm es, aus vor allem west- und zentralnorwegischen Dialekten eine neue Schriftsprache zu bilden. Da Nynorsk und Bokmål eigentlich Schriftsprachen bezeichnen, gibt es keine Norweger, die eine dieser Varianten wirklich sprechen. Trotzdem lassen sich viele Mundarten besser durch Nynorsk wiedergeben, was oft zu der verwirrenden Aussage führt, es gebe Personen, die Nynorsk als gesprochene Sprache verwendeten.
Linguistisch werden beide Varietäten ausführlich im Artikel norwegische Sprache beschrieben. Ein erstes deutliches Merkmal zur Bestimmung, um welche Varietät es sich bei einem konkreten norwegischen Text handelt, sind die unbestimmten Artikel:
| Bokmål      | Nynorsk  | Deutsch     |
| ----------- | -------- | ----------- |
| en rev      | ein rev  | ein Fuchs   |
| en/ei jente | ei jente | ein Mädchen |
| et hus      | eit hus  | ein Haus    |

Gesetze und Verordnungen liegen in Norwegen nicht in beiden Varietäten vor, sondern entweder auf Bokmål oder auf Nynorsk. Etwa 85 % des geltenden Rechts in Norwegen waren 1995 auf Bokmål verfasst.